# Bal des victimes

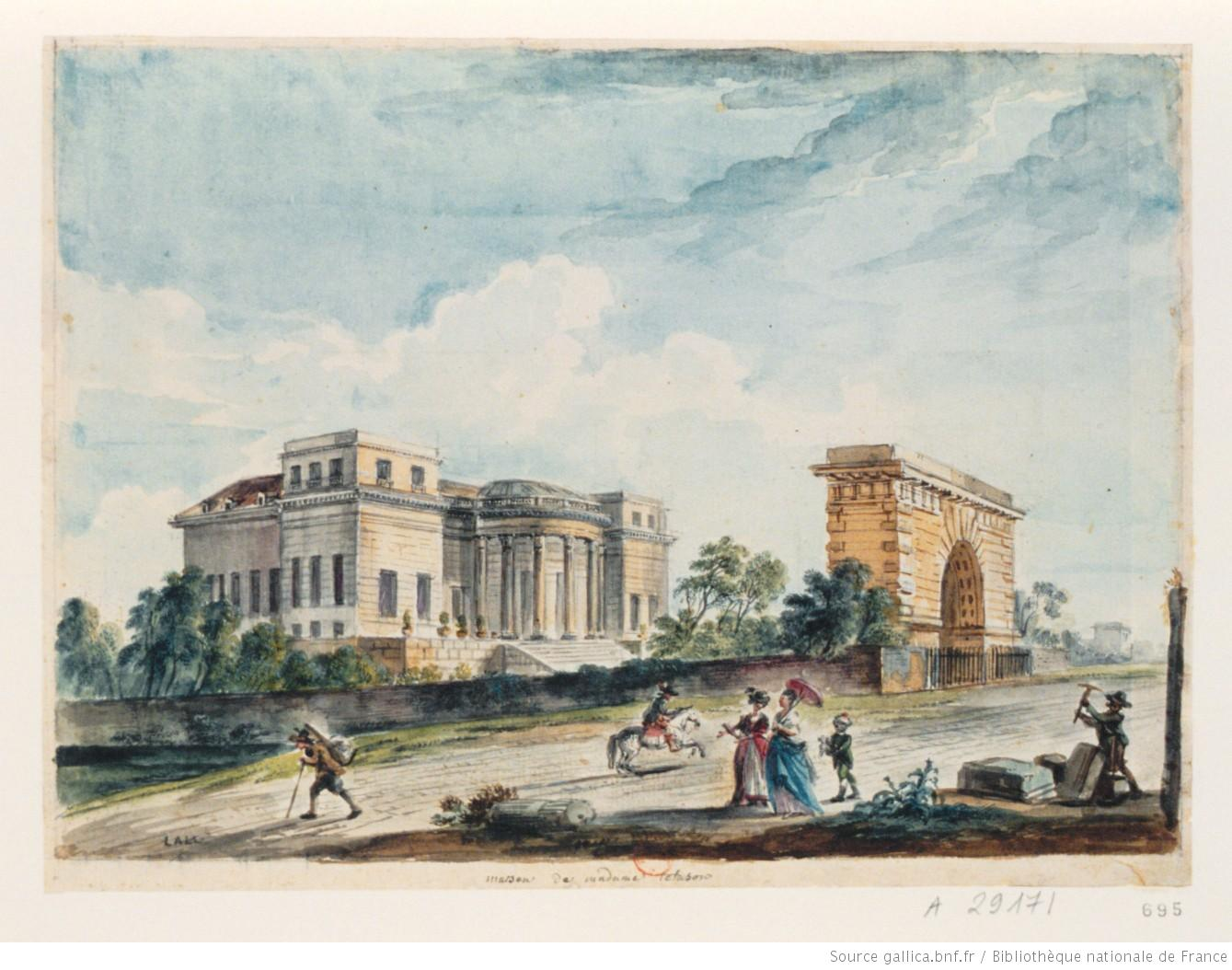
Entrée de l'Hôtel Thellusson, Jean-Baptiste Lallemand (1716–1803)

Les Bals des victimes étaient des bals qui auraient été créés par des associations après la période de la Terreur. Pour être admis dans ces associations ou dans ces bals, on devait avoir eu un proche parent guillotiné pendant la Révolution.
Les bals des victimes ont commencé après l'exécution de Maximilien de Robespierre (28 juillet 1794 : 10 thermidor an II). Comme après toute période d'oppression[réf. nécessaire], ce fut une époque de libération et de réjouissances débridées. Le premier bal eut lieu au début de 1795.
Ces bals furent créés par des jeunes gens dont des parents ou des proches avaient été guillotinés, mais à qui la Révolution avait restitué les biens précédemment confisqués. Avec ce retour de fortune, ils créèrent des bals à la fois aristocratiques et décadents pour se retrouver entre eux.
La description de ces bals varie, mais leur point commun est de servir de catharsis à l'expression émotionnelle de l'exécution de proches, ainsi que des bouleversements sociaux liés à la révolution. Par la suite, beaucoup trouvèrent cette idée scandaleuse.
Les participants portaient des vêtements de deuil ou des costumes avec des brassards de deuil. À l'inverse, certaines femmes portaient des vêtements gréco-romains très fins, pieds nus ou avec des rubans. Certains portaient aussi des cheveux coupés très courts ou relevés, comme ceux des condamnés avant leur exécution. Ou encore un ruban ou un fil rouge autour du cou à l'emplacement où la lame de la guillotine devait couper. Les femmes portaient leurs cheveux relevés « à la victime » et utilisaient pour ce faire un peigne appelé « cadenette ». Ce serait l'origine de la « coiffure à la Titus ».
Pour saluer, au lieu d'un signe de tête élégant, un danseur secouait sa tête en tous sens pour imiter le moment de la décapitation.
Un de ces bals aurait eu lieu à l'hôtel Thellusson qui se trouvait dans l'actuelle rue de Provence à Paris, un autre à l'hôtel d'Augny.
Ronald Schechter, dans son article « Gothic Thermidor : The Bals des victimes, the Fantastic, and the Production of Historical Knowledge in Post-Terror France » a cependant tenté de montrer que s'il existait bien de telles rumeurs, naissant plus de 20 ans après les faits, rien ne permet de supposer que de tels bals ont réellement existé.